# Острівний тритон
Острівний тритон (Euproctus) — рід земноводних підродини Pleurodelinae родини саламандрові. Має 2 види. Інша назва «європейський гірський тритон».

## Опис
Загальна довжина представників цього роду коливається від 7 до 15 см. Голова витягнута. Очі витрішкуваті, середнього розміру. Паротоїди (залози) невеликі, проте добре помітні. Тулуб стрункий, без гребеня. Пальці з невеличкими плавальними перетинками. Забарвлення спини оливково-зелене, коричневе, чорне з різними відтінками. По основному фону розкидані темні плямочки. Черево світліше за спину.

## Спосіб життя
Полюбляють гірські озера та струмки. Зустрічається на висоті від 50 до 2300 м над рівнем моря. Активні вночі. Живляться різними безхребетними.
Це яйцекладні земноводні.

## Розповсюдження
Мешкають на островах Корсика та Сардинія.

## Види
- Euproctus montanus
- Euproctus platycephalus